# 丸米醤油
丸米醤油（まるこめしょうゆ、登記社名: 丸米醤油醸造合同会社）は、倉敷市の醤油蔵。1864年（元治元年）に醤油醸造と販売を開始。甘いあじわいの醤油が特徴。

## 概要
自社商品の他に、地域の廃業する醤油蔵の商品の味を再現し、お客様も引き継ぐ。
直近では、2022年8月31日に営業を停止した醤油蔵、川野屋の味も再現し引き継いでいる。

## 事業所
- 本社・工場 - 岡山県倉敷市連島町西之浦5283

## 主な商品
醤油
- 濃口醤油
- 淡口醤油
- 甘露醤油

つゆ・たれ・調味料
- ダルマだし

## メディア出演・掲載
- RSK山陽放送 - 消える「町の醤油屋さん」長年愛されてきた “地元の味” がまた一つ...100年以上の歴史に幕　2022年8月31日
- Yahoo! ニュース - 消える「町の醤油屋さん」長年愛されてきた “地元の味” がまた一つ...100年以上の歴史に幕　2022年8月31日